# Oula (Tchériba)
Pour les articles homonymes, voir Oula.
Oula est une localité située dans le département de Tchériba de la province du Mouhoun dans la région de la Boucle du Mouhoun au Burkina Faso.

## Démographie
| 2003  | 2006  | 2012 |
| ----- | ----- | ---- |
| 1 088 | 1 281 | -    |

En 2006, sur les 1 281 habitants du village – regroupés en 205 ménages – 49,18 % étaient des femmes, 47,5 % % avaient moins de 14 ans, 49,1 % entre 15 et 64 ans et environ 3,4 % plus de 65 ans.

## Santé et éducation
Le centre de soins le plus proche de Oula est le centre de santé et de promotion sociale (CSPS) de Tikan tandis que le centre hospitalier régional (CHR) se trouve à Dédougou.